# Boublon
Der Boublon ist ein kleiner Fluss in Frankreich, der im Département Allier in der Region Auvergne-Rhône-Alpes verläuft. Er entspringt an der Gemeindegrenze von Valignat und Bellenaves, entwässert generell Richtung Nordost und mündet nach rund 17 Kilometern an der Gemeindegrenze von Fourilles und Chareil-Cintrat als rechter Nebenfluss in die Bouble. In seinem Oberlauf quert der Boublon die Bahnstrecke Commentry–Gannat und die Autobahn A71.

## Orte am Fluss
(Reihenfolge in Fließrichtung)
- La Cabane, Gemeinde Valignat
- Les Bruyères, Gemeinde Bellenaves
- Saint-Bonnet de Tizon, Gemeinde Bellenaves
- Les Arnaulais, Gemeinde Chezelle
- Chezelle
- Échiat, Gemeinde Taxat-Senat
- Leu, Gemeinde Ussel-d’Allier
- Fourilles